# Sinagoga de Reggio Emilia
La sinagoga de Reggio nell'Emilia se encuentra en via dell'Aquila, en el área del gueto donde los judíos de Reggio fueron confinados en 1671.

## El edificio
El edificio neoclásico fue diseñado en 1856 por el arquitecto reggiano Pietro Marchelli en el sitio donde previamente, desde 1672, una sinagoga ya estaba en funcionamiento. El edificio —según lo permitido por el nuevo clima de libertad de la emancipación— recibió una fachada elegante y amplia, así como un luminoso interior monumental, decorado con columnas y frescos.
La sinagoga resultó gravemente dañada por un bombardeo aliado el 1 de agosto de 1944, lo que provocó el desmoronamiento de la bóveda de claustro. Desde la posguerra, dado el reducido número de judíos residentes en la ciudad, ya no se oficia más en el edificio. Los muebles antiguos, con el hermoso arón ha-kódesh de mármol tallado, fueron retirados y trasladados a Israel en la sinagoga de Kiriat Shmuel (Haifa), donde aún permanece. El edificio, también utilizado como imprenta, permaneció en estado de deterioro durante muchos años.

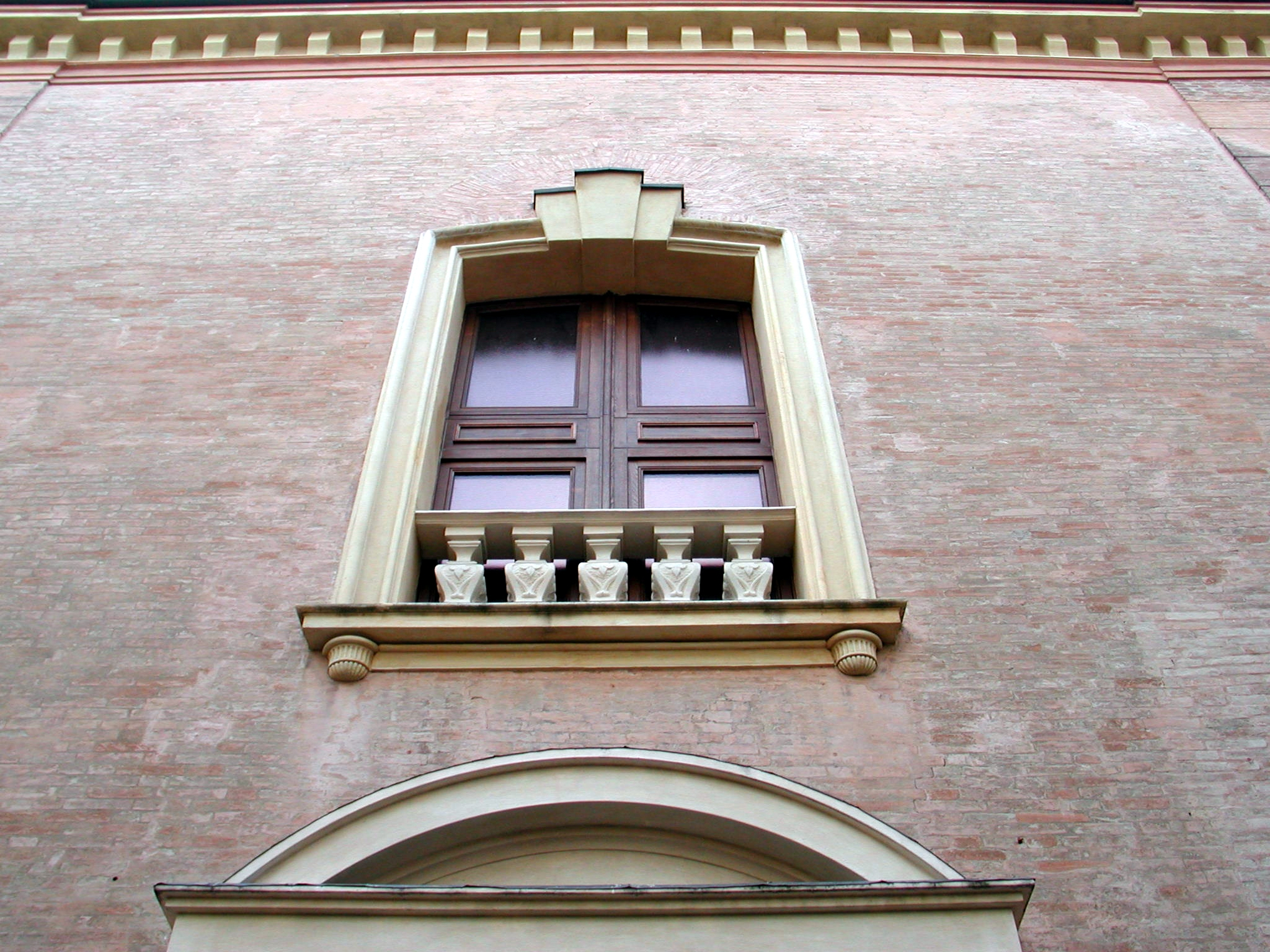
La ventana de la sinagoga

El 7 de septiembre de 2008, con motivo de la IX Jornada Europea de la Cultura Judía, la sinagoga fue reabierta después de una cuidadosa restauración, que ha restituido el esplendor de su interior neoclásico, aunque despojado de su mobiliario original. A la ceremonia asistieron el alcalde de Reggio nell'Emilia y la presidenta de la comunidad judía de Modena y Reggio nell'Emilia, Sandra Eckert. El antiguo edificio sinagogal ahora se utiliza como sala pública para conciertos, exposiciones y presentaciones.

## Otras imágenes

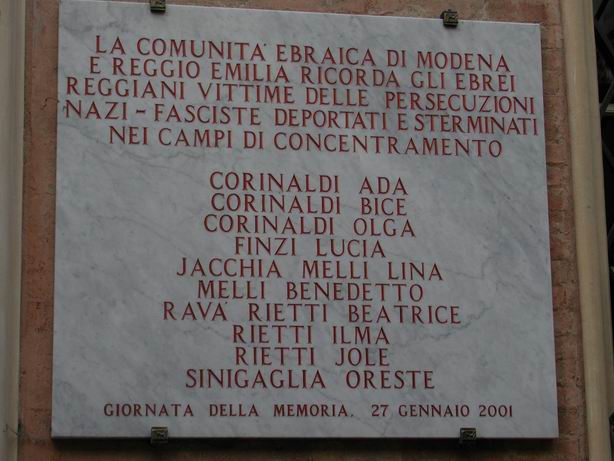
Placa conmemorativa
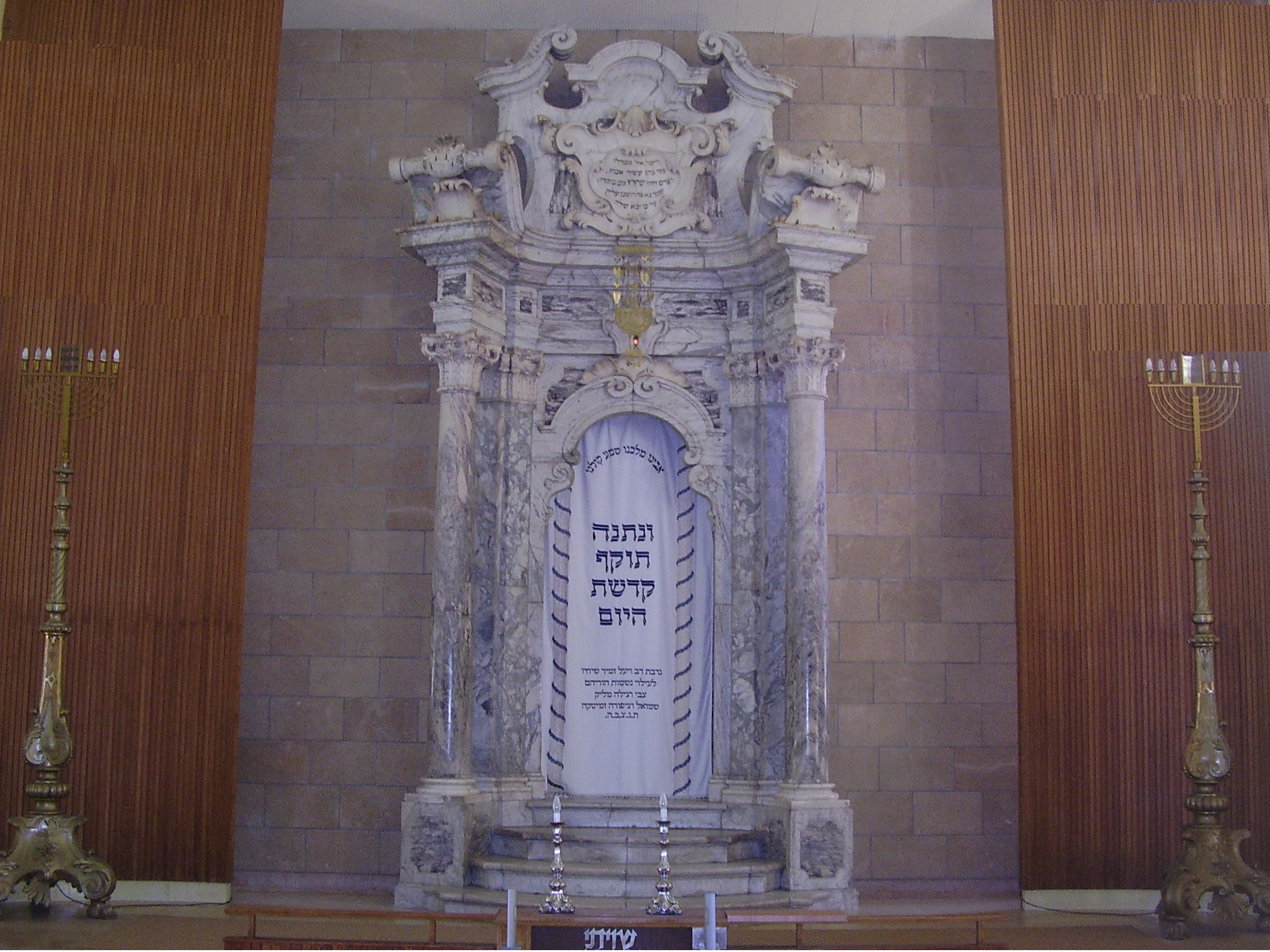
Arca de la sinagoga de Reggio en Kiriat Shmuel
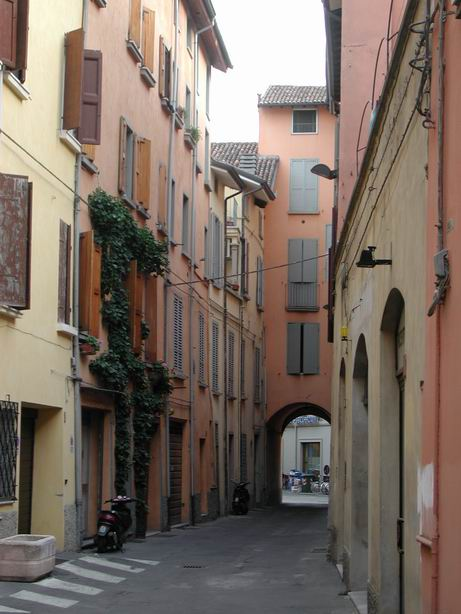
Via della Volta